# Soekiman Wirjosandjojo
Soekiman Wirjosandjojo (Surakarta, 19 juni 1898 – Yogyakarta, 23 juli 1974) was een Indonesische politicus, die van april 1951 tot april 1952 minister-president van Indonesië was.
Aan het einde van de Japanse bezetting van Nederlands-Indië was Soekiman lid van het onderzoekscomité ter voorbereiding op de Indonesische onafhankelijkheid (BPUPK). Tijdens de Indonesische Onafhankelijkheidsoorlog was hij vervolgens anderhalf jaar lang minister van binnenlandse Zaken in het kabinet-Hatta I, en gedurende de gevangenschap van Hatta en andere ministers ook in het noodkabinet (de eerste paar maanden van het noodkabinet werd de post tijdelijk overgenomen door Teuku Muhammad Hasan). In het noodkabinet had hij ook de verantwoordelijkheid voor gezondheid. In de laatste maanden van de Indonesische Onafhankelijkheidsoorlog was Soekiman minister van staat in het kabinet-Hatta II, en vanuit die rol ook lid van de onderhandelingsdelegatie voor de Nederlands-Indonesische rondetafelconferentie van 1949. Na de soevereiniteitsoverdracht was Soekiman een jaar lang minister-president van het kabinet-Soekiman-Suwirjo.